# Charles Pettit McIlvaine
Pour les articles homonymes, voir McIlvaine.
Charles Pettit McIlvaine (18 janvier 1799, Burlington - 14 mars 1873), est un prélat américain, évêque de l'Église épiscopalienne de l'Ohio de 1832 à 1873.

## Biographie
Fils de Joseph McIlvaine et neveu de Bowes Reed (en), il est aumônier du Sénat des États-Unis de 1822 à 1823, puis de 1824 à 1825.
Il est président du Kenyon College en 1832 à 1840 et évêque de l'Église épiscopalienne de l'Ohio de 1832 à 1873.

## Sources
- (en) Cet article est partiellement ou en totalité issu de l’article de Wikipédia en anglais intitulé « Charles Pettit McIlvaine » (voir la liste des auteurs).
- Notices d'autorité :   - VIAF
  - ISNI
  - LCCN
  - GND
  - Israël
  - Vatican
  - WorldCat
- Ressource relative aux beaux-arts :   - National Portrait Gallery
- Notice dans un dictionnaire ou une encyclopédie généraliste :   - American National Biography